# Валенса (фильм)
«Валенса» (пол. Wałęsa. Człowiek z nadziei) — фильм-биография польского режиссёра Анджея Вайды о жизни Леха Валенсы. Фильм был представлен от Польши на 86-ю кинопремию Оскар в 2014 году в номинации Лучший фильм на иностранном языке, но не был номинирован.

## Сюжет
Лех Валенса, электрик с Гданьской судоверфи участвовал в 1970-х в местных демонстрациях, был арестован и на допросе подписал документ об отказе от своих убеждений. Он концентрируется на своих повседневных рабочих обязанностях. Но через 10 лет происходит новое восстание, и Валенса, неожиданно для всех, становится харизматичным лидером докеров. Это дало начало новому движению Солидарность, успешно выступающему против коммунистического режима.

## Съёмки
О своём желании снять фильм о Валенсе Вайда заявил в 2008 году. Фильм должен был быть третью частью его цикла, состоящий из ранее выпущенных фильмов Человек из мрамора и Человек из железа. «Я давно хотел бы взяться за такой фильм. После двух человек из мрамора и из железа должен быть человек из надежды. Это было бы хорошим определением Леха Валенсы, который дал мне лично и, я думаю не только мне, огромную надежду».
Съёмки проходили в несколько этапов с декабря 2011 года по июнь 2012 года. Работа вне павильона проходила в городах Гданьск, Варшава, Жирардув.
Изначально на роль Орианы Фаллачи рассматривалась Моника Белуччи. Но бюджет фильма не смог покрыть финансовые условия актрисы (1 мл. евро за несколько минут присутствия в кадре), и в итоге на роль была приглашена Мария Розария Омаджио.
Изначальное рабочее название фильма было «Валенса», но уже после окончания съёмок было анонсировано новое название «Валенса. Человек из надежды» как ссылка на предыдущие работы Вайды. Также в рамках фильма 2005 года «Солидарность, Солидарность…» режиссёр выпустил короткометражный фильм «Человек из надежды».
Премьерный показ фильма состоялся 21 сентября 2013 года в Большом театре Варшавы. В прокат выпущен 4 октября 2013 года.

## В ролях
| Актёр                | Роль                                                      |
| -------------------- | --------------------------------------------------------- |
| Роберт Венцкевич     | Лех Валенса                                               |
| Агнешка Гроховская   | Данута Валенса                                            |
| Ивона Бельская       | Иллона, соседка Валенсов                                  |
| Збигнев Замаховский  | Навищляк                                                  |
| Дорота Велльман      | Хенрика Крживанос                                         |
| Мария Розария Омаджо | Ориана Фаллачи                                            |
| Адам Воронович       | Тадеуш Фишбах, первый секретарь воеводского комитета ПОРП |
| Мирослав Бака        | Клеменс Гнех, директор судоверфи                          |
| Михал Чернецкий      | заместитель директора судоверфи                           |
| Гжегож Малецкий      | офицер Службы безопасности                                |